# Rašovice (Klášterec nad Ohří)
Rašovice (německy Roschwitz) jsou vesnice, část města Klášterec nad Ohří v okrese Chomutov. Nachází se asi 2,5 km na jihovýchod od Klášterce nad Ohří.
Rašovice leží v katastrálním území Rašovice u Klášterce nad Ohří o rozloze 2,82 km².

## Název
Název vesnice je odvozen z osobního jména Roch ve významu ves lidí Rochových. V historických pramenech se objevuje ve tvarech: in Rosowiczich (1443), Rossowicze (1460), in Rossowiczych (1488), auf Roschwitz (1577), Russwicze (1589), Russwiczy (1598), Roschwitz (1626), Rosswicze (1654), Roschwitz nebo Rossowitz (1787) a Rašovice nebo Roschwitz (1924).

## Historie
První písemná zmínka o vesnici pochází z roku 1443. Rašovice tehdy patřily k panství hradu Egerberk, o který v té době vedli spor Ilburkové s Jakoubkem z Vřesovic a pány ze Šumburka. Spor nakonec vyhráli a Botho z Ilburka panství roku 1460 prodal rodu Fictumů, kterým patřil Klášterec nad Ohří.

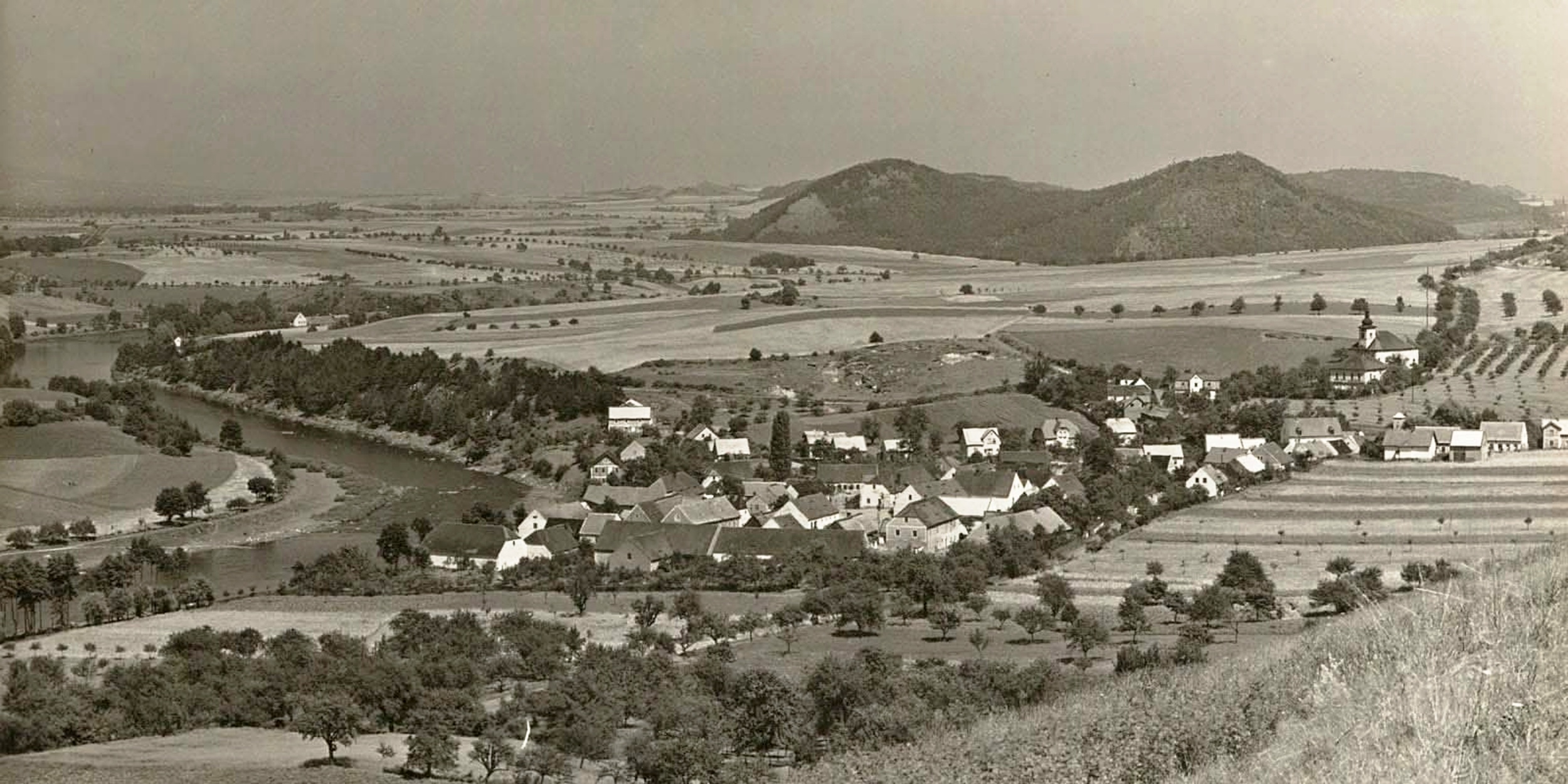
Rašovice v roce 1939

Od Fictumů egerberské panství roku 1557 koupil Bohuslav Felix Hasištejnský z Lobkovic, který v Rašovicích založil zámek Felixburg, kam přestěhoval vrchnostenské sídlo včetně správy panství. Nechal také postavit jez na Ohři a u něj mlýn. Roku 1591 Lobkovicové panství prodali Štampachům, kteří přišli o majetek za účast na stavovském povstání.
Jako v jiných vesnicích v okolí se v Rašovicích rozšířil protestantismus a od roku 1605 zde působil pastor Johann Döbner. Ještě roku 1621 si ve vsi koupil usedlost, ale když v roce 1623 vesnici získal Kryštof Šimon Thun a zahájil proces rekatolizace, musel ji prodat a ze vsi se odstěhovat. Od té doby Rašovice patřily ke kláštereckému panství. Podle berní ruly z roku 1654 ve vsi žilo pět sedláků, deset chalupníků, dva zahradníci a jedna rodina bez pozemků. Lidé obdělávali celkem přes 145 strychů půdy a chovali 21 krav, šestnáct jalovic, devět prasat a jednu kozu.
Školu měla vesnice od osmnáctého století, ale nejstarší budova byla postavena až v roce 1788 a sloužila až do roku 1882, kdy ji nahradila nová. V roce 1871 se asi kilometr proti proudu v Miřeticích stavěl železniční most přes Ohři jako součást tratě Chomutov–Cheb. Lidé z Rašovic se obávali, že pilíře mostu budou bránit volnému odchodu ledů a ledem způsobené povodně budou zaplavovat jejich pole. Vyvolali několik šarvátek s italskými dělníky, kteří most stavěli. Rozepři ukončila až armáda, která stavbu střežila až do jejího dokončení.

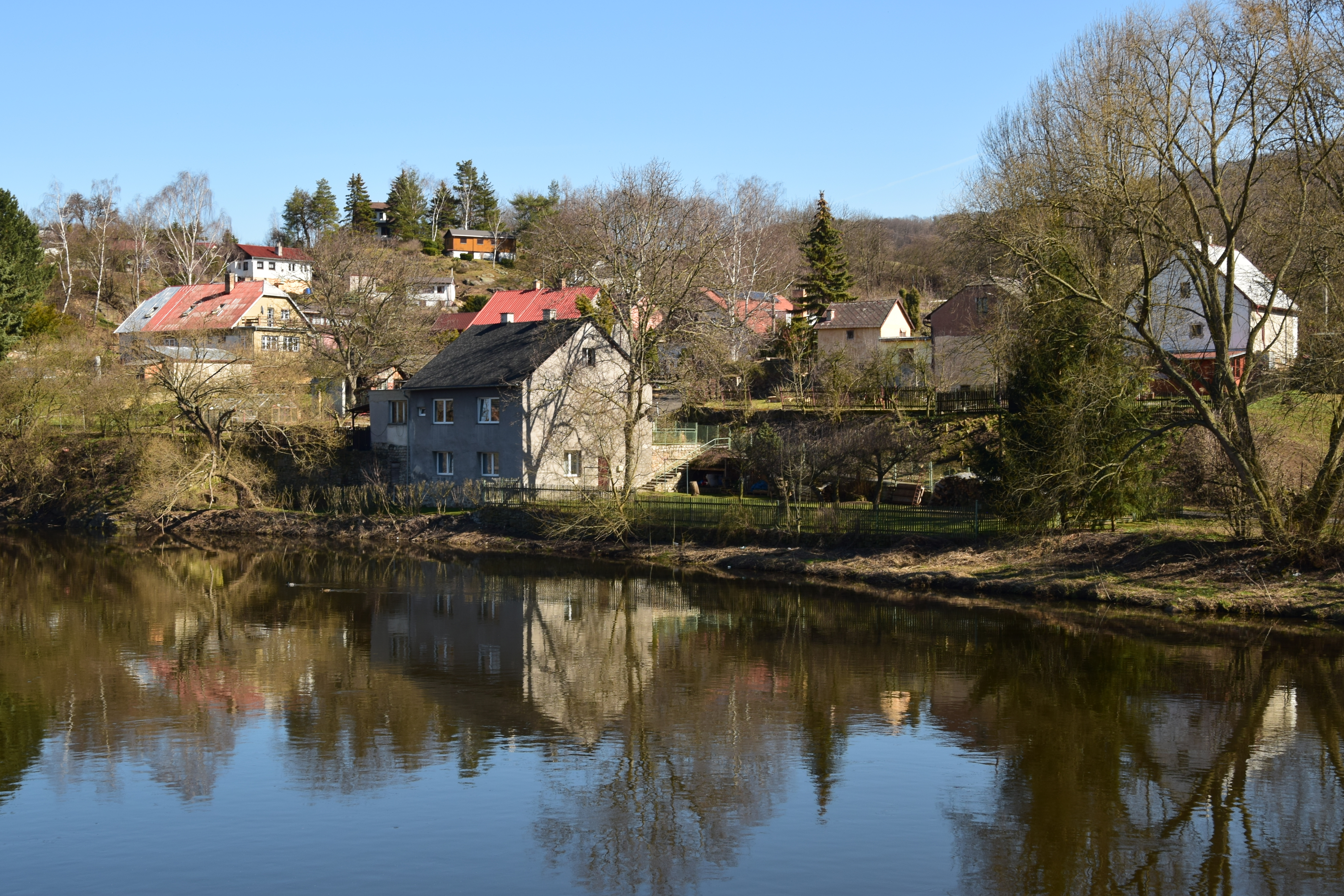
Rašovice z lávky přes Ohři

Roku 1874 byl prodán krov zámku Felixburg, a zbývající budovy začaly rychle chátrat. Obyvatelé vesnice navíc rozebírali zdivo na stavby svých domů včetně nové školy. Dopravní spojení s okolím usnadnila nová silnice postavená roku 1889. Od roku 1877 měla vesnice vlastní sbor dobrovolných hasičů, o tři roky později bylo otevřeno Zemědělské kasino. Roku 1905 byl založen Pěvecký spolek Lyra a v roce 1912 rašovická pobočka Svazu Němců.

## Obyvatelstvo

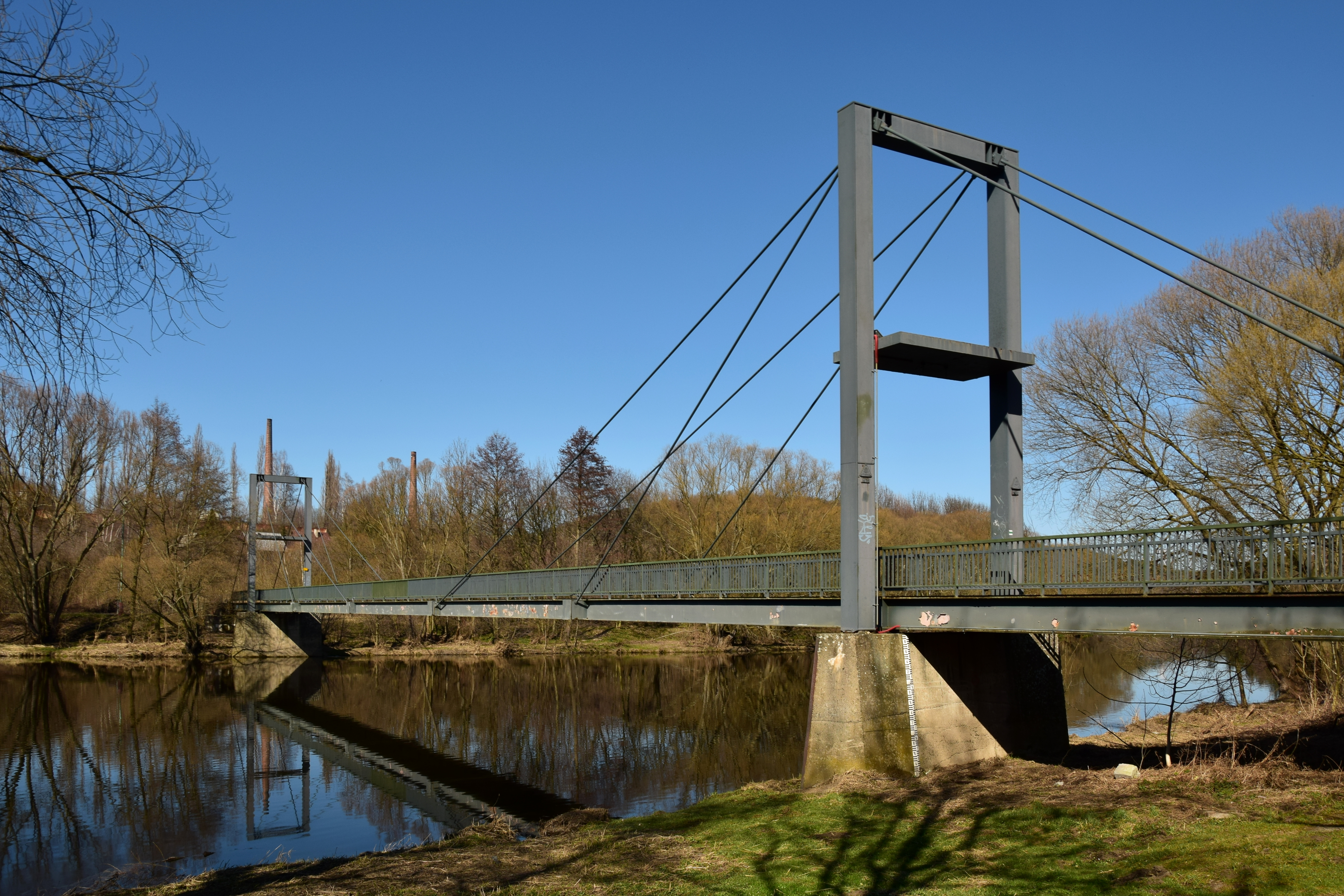
Lávka přes Ohři

Při sčítání lidu v roce 1921 zde žilo 344 obyvatel (z toho 169 mužů), kteří byli kromě šesti cizinců německé národnosti. Všichni byli římskými katolíky. Podle sčítání lidu z roku 1930 měla vesnice 374 obyvatel: sedm Čechoslováků, 365 Němců a dva cizince. Kromě šesti lidí bez vyznání se hlásili k římskokatolické církvi.
|                                                                       | 1869 | 1880 | 1890 | 1900 | 1910 | 1921 | 1930 | 1950 | 1961 | 1970 | 1980 | 1991 | 2001 | 2011 | 2021 |
| --------------------------------------------------------------------- | ---- | ---- | ---- | ---- | ---- | ---- | ---- | ---- | ---- | ---- | ---- | ---- | ---- | ---- | ---- |
| Obyvatelé                                                             | 321  | 291  | 339  | 358  | 359  | 344  | 374  | 178  | 186  | 148  | 124  | 104  | 133  | 138  | 138  |
| Domy                                                                  | 50   | 52   | 56   | 56   | 58   | 59   | 72   | 53   | 65   | 43   | 39   | 41   | 45   | 49   | 46   |
| Počet domů z roku 1961 zahrnuje také domy vesnic Lestkov a Suchý Důl. |      |      |      |      |      |      |      |      |      |      |      |      |      |      |      |

## Obecní správa

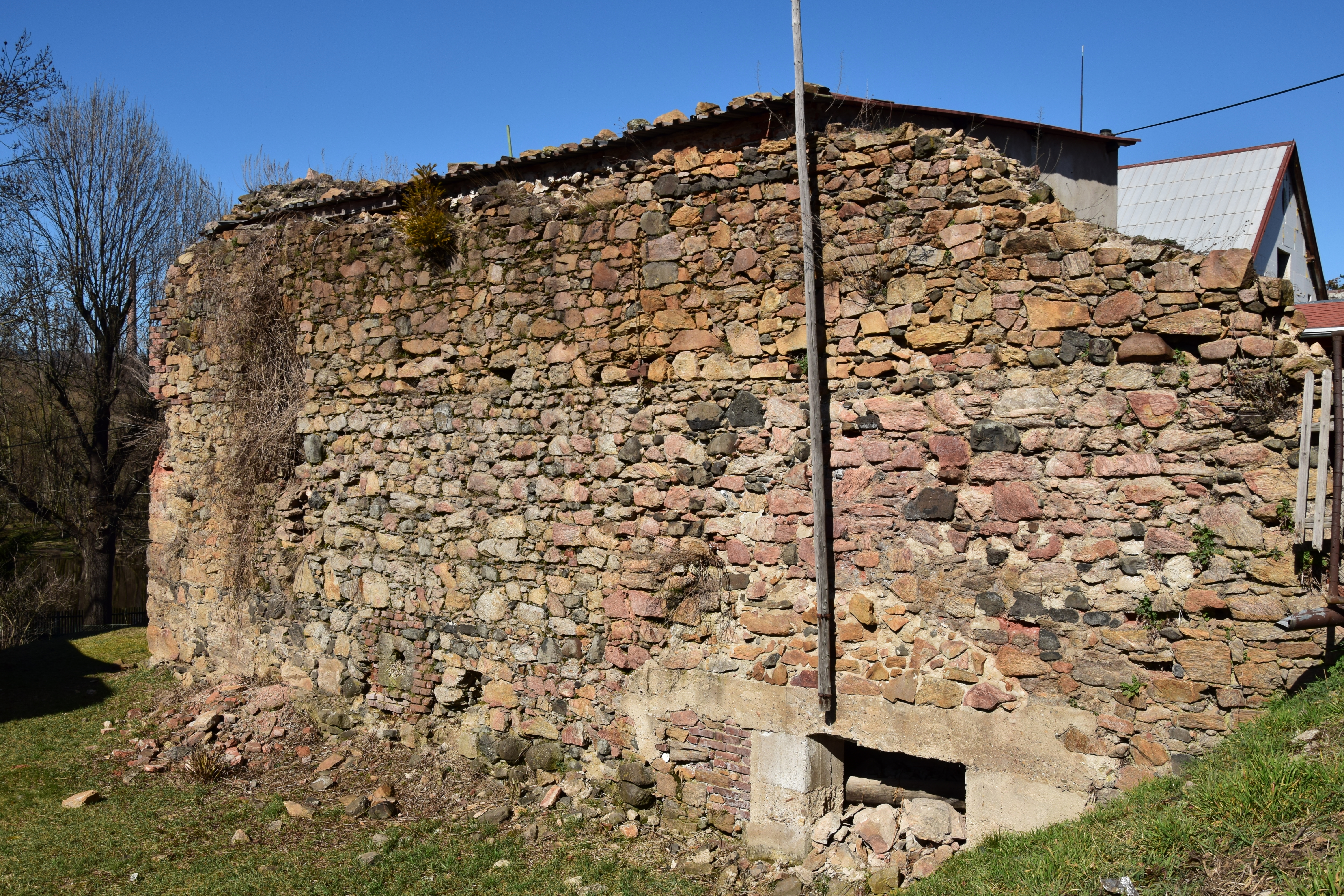
Torzo zámku Felixburg

Po zrušení patrimoniální správy se Rašovice staly samostatnou obcí v okrese Kadaň. Od roku 1961 jsou částí obce Klášterce nad Ohří.

## Pamětihodnosti

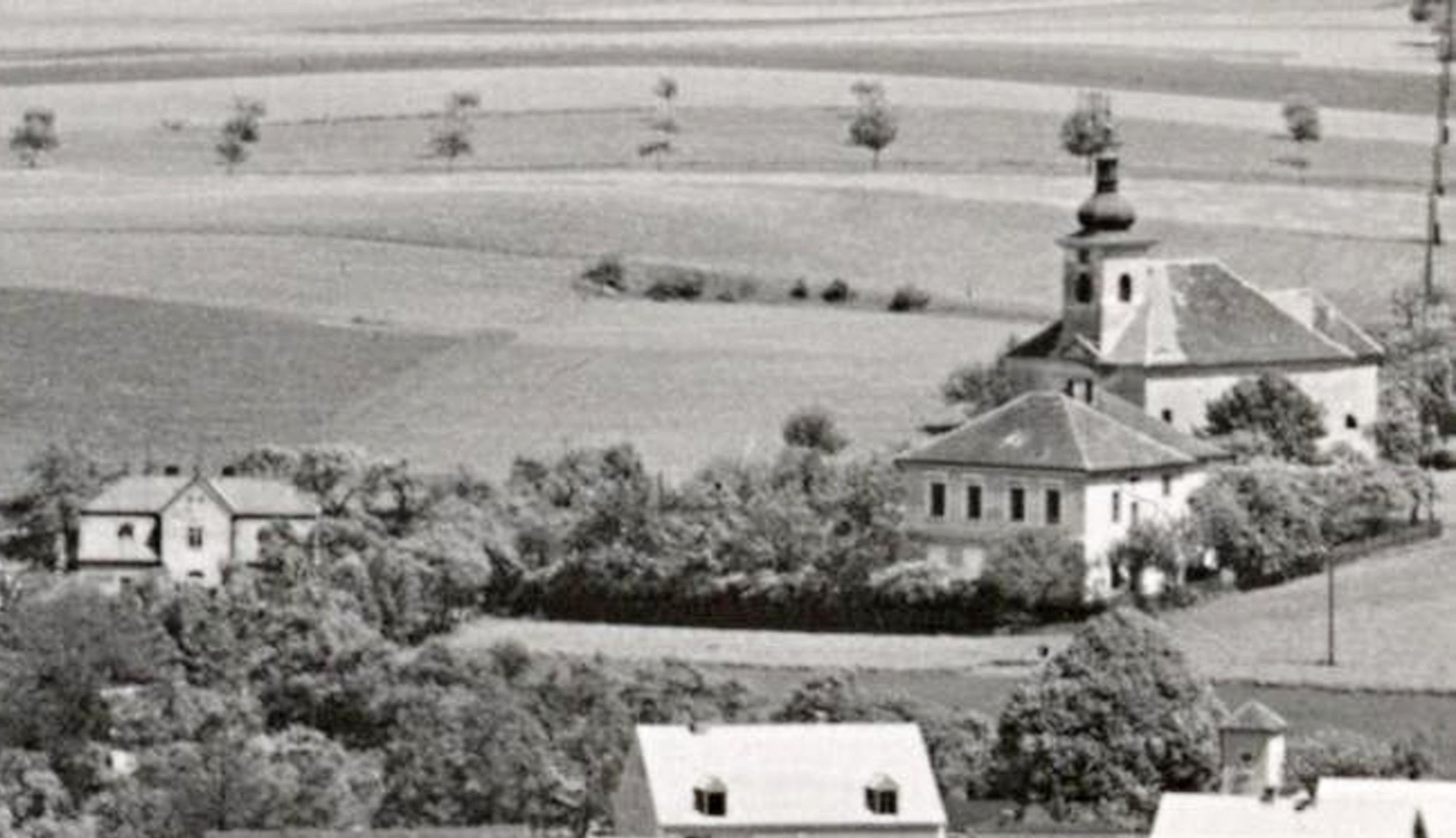
Kostel svaté Anny v roce 1928

Ve vesnici se dochovala část zříceniny renesančního zámku Felixburg. Zámek v roce 1777 vyhořel, byl přeměněn na pivovar, v roce 1871 opuštěn a na jeho místě byly postaveny rodinné domy. Na východním okraji vsi stával empírový kostel svaté Anny zbořený v roce 1968. U silnice do Klášterce nad Ohří, před odbočkou do Lestkova bývala výklenková kaple.

## Osobnosti
V Rašovicích se narodil Franz Josef Schaffer (1811–1880), c. k. vrchní inspektor finanční stráže a poslanec českého sněmu. Od roku 1857 v rašovické škole vyučoval Franz Iser, nositel zlatého záslužného kříže, který mu propůjčil císař František Josef I.